# Suruç
Suruç (prononcé [ˈsuɾut͡ʃ] en turc, سروج en arabe et Sirûc prononcé : [ˈsɯɾuːd͡ʒ], Ordî ou Pirsûs en kurde) est une ville et un district de la province de Şanlıurfa dans la région de l'Anatolie du sud-est en Turquie, près de la frontière avec la Syrie.

## Géographie
La ville de Suruç est située dans une plaine à une cinquantaine de kilomètres au sud-ouest de Şanlıurfa (Urfa), à proximité immédiate de la frontière syrienne. Elle est limitrophe de la ville-frontière syrienne jumelle de Kobané où ont été menés en 2014 et 2015 des combats entre Daesh et les forces kurdes assistées de leurs alliés occidentaux.

## Histoire
Dans l'Antiquité, la ville a porté plusieurs noms : Anthemusia, Charax Sidou et Batnae. Elle était un important carrefour commercial à l'époque romaine.

### Guerre civile syrienne
Le 19 octobre 2014, la journaliste américaine Serena Shim (en) qui couvrait le siège de Kobane comme correspondant de guerre pour la chaîne Press TV est tuée dans un accident de voiture en rentrant à son hôtel à Suruç. Cet accident est qualifié de « suspect » par Press TV, en relation avec des accusations d'espionnage à l'encontre de la journaliste, portées par le Millî İstihbarat Teşkilatı (MIT), service de renseignement turc.
Le 20 juillet 2015, un attentat-suicide visant des kurdophones dans un centre culturel de Suruç fait au moins vingt-huit morts et une centaine de blessés,. Le même jour, à une dizaine de kilomètres de l’autre côté de la frontière, en territoire syrien, un autre attentat perpétré avec une voiture piégée tue au moins deux miliciens kurdes qui tenaient un barrage de sécurité établi dans le sud de Kobané. La quasi simultanéité des deux attentats et le contexte géopolitique conduisent les autorités turques à imputer ces attentats à l'État islamique.

## Personnalités
- Bozan Shaheen Bey (1890-1968), personnalité politique kurde, est né à Suruç.